# بجرا
بجرا (به لاتین: Bejra) یک روستا در بنگلادش است که در استان باریسال و در ناحیه باریسال واقع شده است.